# Sospiro
Sospiro (lombardul: Suspir) település Olaszországban, Lombardia régióban, Cremona megyében. Lakosainak száma 3034 fő (2023. január 1.). Sospiro Cella Dati, Malagnino, Pieve d’Olmi, Pieve San Giacomo, San Daniele Po és Vescovato községekkel határos.

## Népesség
A település lakossága az elmúlt években az alábbi módon változott:
| Lakosok száma | 3184 | 3103 | 3057 | 3034 |
|               | 2013 | 2017 | 2018 | 2023 |